# Dortmund Challenger 1984
Il Dortmund Challenger 1984 è stato un torneo di tennis facente parte della categoria ATP Challenger Series nell'ambito dell'ATP Challenger Series 1984. Il torneo si è giocato a Dortmund in Germania dal 18 al 24 giugno 1984 su campi in terra rossa.

## Vincitori

### Singolare
Francisco Maciel ha battuto in finale  Víctor Pecci con il punteggio di 6–2, 6–4

### Doppio
Jaime Fillol /  Álvaro Fillol hanno battuto in finale  Eduardo Bengoechea /  José López Maeso con il punteggio di 6–3, 6–4